# Eric Born
Eric Born (* 31. srpna 1970 Kreuzlingen, Švýcarsko) je bývalý švýcarský zápasník-judista.

## Sportovní kariéra
S judem začínal v sedmi letech v Kreuzlingenu pod vedením Hans-Petera Kastnera. V 19 letech si ho jako talentované sportovce stáhl do Curychu trenér Robert Siegrist. Ve švýcarské seniorské reprezentaci se pohyboval od roku 1990 pololehké váze do 65 kg. V roce 1992 se kvalifikoval na olympijské hry v Barceloně, ale jako jeden z kandidátů na olympijskou medaili vypadl v úvodním kole s úřadujícím mistrem Evropy Francouzem Benoîtem Camparguem.
V roce 1994 se po vleklých zraněních rozhodl přerušit sportovní kariéru a věnovat se studiu ekonomie na Rochesterské univerzitě ve Spojených státech. Po skončení studia se ke vrcholovému sportu nevrátil. Pracuje jako špičkový obchodní manažer.

## Výsledky
| Olympijské hry     |    |    |    | úč. |     |  |  |  |  |  |  |  |  |  |
| Mistrovství světa  | —  |    | 7. |     | 2.  |  |  |  |  |  |  |  |  |  |
| Mistrovství Evropy | —  | —  | 1. | —   | úč. |  |  |  |  |  |  |  |  |  |
| MS juniorů         |    | 5. |    |     |     |  |  |  |  |  |  |  |  |  |
| ME juniorů         | 3. | 1. |    |     |     |  |  |  |  |  |  |  |  |  |